# Pseudoleskea stenophylla
Pseudoleskea stenophylla är en bladmossart som beskrevs av Ferdinand François Gabriel Renauld och Jules Cardot 1890. Pseudoleskea stenophylla ingår i släktet Pseudoleskea och familjen Leskeaceae. Inga underarter finns listade i Catalogue of Life.